# Наполеон (Огайо)
Наполеон (англ. Napoleon) — місто (англ. city) в США, адміністративний центр округу Генрі штату Огайо біля річки Момі. Населення — 8862 особи (2020).
Чотири будівлі міста внесені в Національний реєстр історичних місць США: окружну будівлю суду, будинок шерифа та в'язницю, Першу Пресвітеріанську церкву та католицьку церква Святого Августина.

## Географія
Наполеон розташований за координатами 41°23′52″ пн. ш. 84°7′32″ зх. д. / 41.39778° пн. ш. 84.12556° зх. д. (41.397720, -84.125471).  За даними Бюро перепису населення США в 2010 році місто мало площу 17,06 км², з яких 16,02 км² — суходіл та 1,04 км² — водойми.

## Демографія
Згідно з переписом 2010 року, у місті мешкало 8749 осіб у 3640 домогосподарствах у складі 2325 родин. Густота населення становила 513 особи/км².  Було 4063 помешкання (238/км²).
Расовий склад населення:
| - 93,7 % — білих - 0,9 % — чорних або афроамериканців - 0,4 % — корінних американців - 0,4 % — азіатів - 2,9 % — осіб інших рас |

До двох чи більше рас належало 1,7 %. Частка іспаномовних становила 8,0 % від усіх жителів.
За віковим діапазоном населення розподілялося таким чином: 23,7 % — особи молодші 18 років, 58,6 % — особи у віці 18—64 років, 17,7 % — особи у віці 65 років та старші. Медіана віку мешканця становила 39,2 року. На 100 осіб жіночої статі у місті припадало 89,9 чоловіків;  на 100 жінок у віці від 18 років та старших — 86,4 чоловіків також старших 18 років.
Середній дохід на одне домашнє господарство  становив 54 599 доларів США (медіана — 44 741), а середній дохід на одну сім'ю — 64 189 доларів (медіана — 52 479). Медіана доходів становила 47 699 доларів для чоловіків та 36 084 долари для жінок. За межею бідності перебувало 18,8 % осіб, у тому числі 26,8 % дітей у віці до 18 років та 7,3 % осіб у віці 65 років та старших.
Цивільне працевлаштоване населення становило 4134 особи. Основні галузі зайнятості: освіта, охорона здоров'я та соціальна допомога — 25,3 %, виробництво — 25,0 %, транспорт — 7,3 %, роздрібна торгівля — 7,3 %.